# Chwarstno
Chwarstno (deutsch Horst) ist ein Dorf in der Woiwodschaft Westpommern in Polen. Es gehört zur Gmina Węgorzyno (Stadt- und Landgemeinde Wangerin) im Powiat Łobeski (Labeser Kreis).

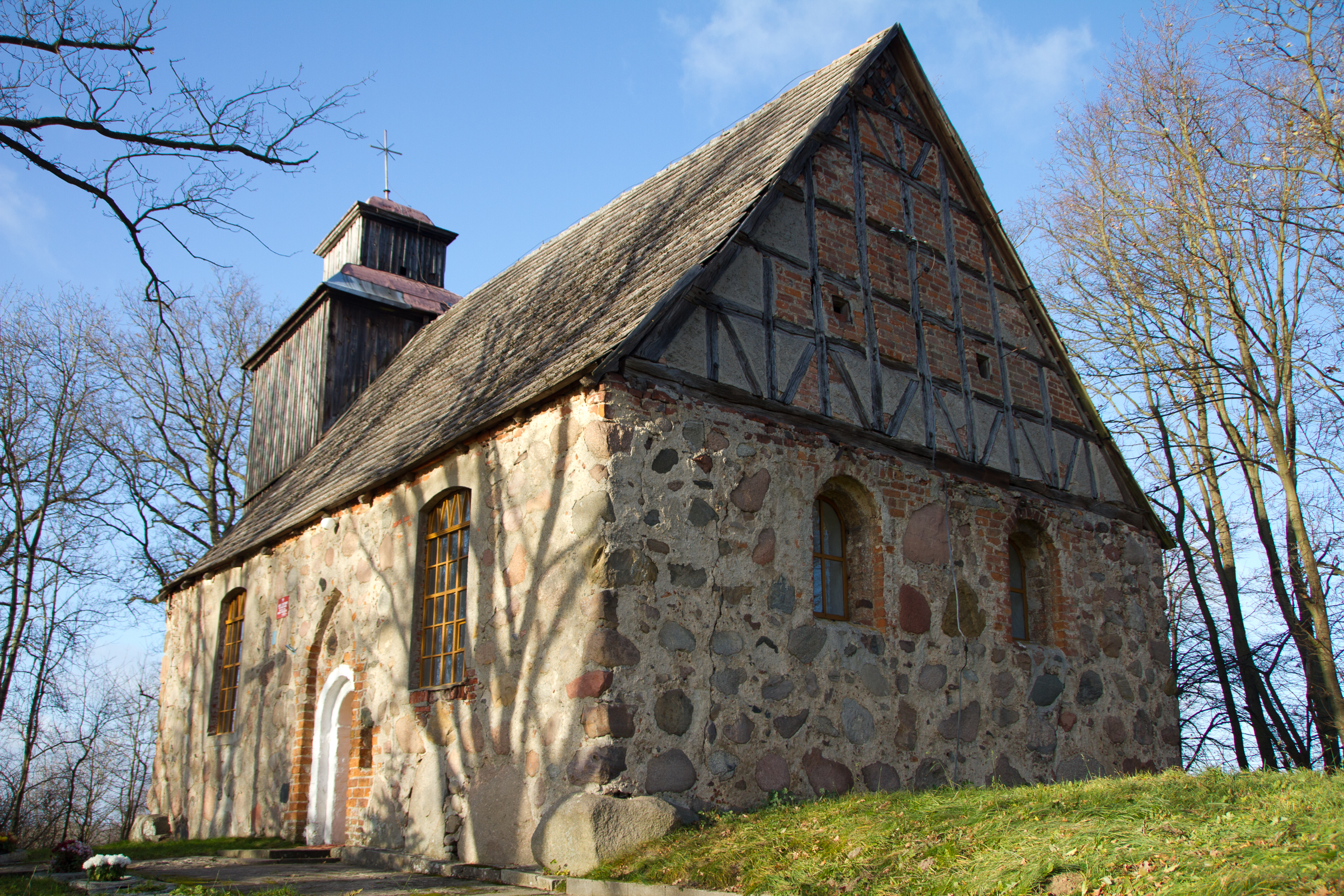
Dorfkirche (Aufnahme von 2011)

## Geographische Lage
Das Dorf liegt in Hinterpommern, etwa 60 km östlich von Stettin und etwa 16 km südwestlich der Kreisstadt Łobez (Labes). 
Die nächsten Nachbarorte sind im Westen Trzebawie (Altenfließ), im Nordwesten Mielno (Mellen), im Norden Sielsko (Silligsdorf), im Osten Runowo (Ruhnow), im Südosten Winniki (Winningen) und im Süden Cieszyno (Teschendorf).

## Geschichte
Horst war ein altes Lehen der uradligen Familie von Wedel. Bis 1830 gab es in Horst einerseits das Rittergut, andererseits mehrere Bauernstellen. Zum Rittergut gehörten vier Vorwerke, die die Namen Wiesenwerder, Wasserfeld, David Hahn's Gelegenheit und Roßkaten hatten. 
Im Jahre 1830 wurde das Rittergut Horst vom letzten Besitzer aus der Familie von Wedel an neun Bauern des Dorfes verkauft. Diese besaßen das Rittergut formal gemeinsam, teilten das Gutsland aber auf, um es jeder für sich selbständig zu bewirtschaften. Die Gebäude der Vorwerke wurden abgerissen. Die Zahl der Anteilsbesitzer ging bis um 1860 auf vier zurück. Das Gut war zwar aus der Matrikel der Rittergüter gestrichen, die Anteilsbesitzer besaßen aber weiterhin gemeinsam das dem Gutsherrn zustehende Patronat über die Kirche und die Schule. 
Um 1870 zählte Horst 488 Einwohner, die Gemarkung umfasste 3418 Morgen Land. Es wurden 52 Pferde, 123 Rinder und 1867 Schafe gehalten. 
Bis 1945 bildete Horst eine Landgemeinde im Kreis Regenwalde der Provinz Pommern. Die Gemeinde zählte im Jahre 1933 330 Einwohner, im Jahre 1939 301 Einwohner.  Zu der Gemeinde gehörten neben dem Dorf Horst selbst keine weiteren Wohnplätze.
1945 kam Horst, wie ganz Hinterpommern, an Polen. Der Ort erhielt den polnischen Namen „Chwarstno“.